# Гангаев, Алексей Кузьмич
Алексе́й Кузьми́ч Ганга́ев (1917—1990) — капитан Советской Армии, участник Польского похода РККА, советско-финской и Великой Отечественной войн, Герой Советского Союза (1943).

## Биография
Алексей Гангаев родился 17 мая 1917 года в селе Мордовский Пимбур в крестьянской семье. Окончил семь классов школы, работал в колхозе, затем переехал в Москву, был арматурщиком городского дорожно-строительного управления. В 1938 году Гангаев был призван на службу в Рабоче-крестьянскую Красную Армию. Участвовал в Польском походе и советско-финской войне. С первых дней Великой Отечественной войны — на её фронтах. К сентябрю 1943 года старший лейтенант Алексей Гангаев был заместителем командира батальона 256-го стрелкового полка 30-й стрелковой дивизии 23-го стрелкового корпуса 47-й армии Воронежского фронта. Отличился во время битвы за Днепр.
В ночь с 25 на 26 сентября 1943 года в районе села Студенец Каневского района Черкасской области Украинской ССР Гангаев переправился через Днепр и принял активное участие в отражении многочисленных немецких контратак.
Указом Президиума Верховного Совета СССР от 25 октября 1943 года за «мужество и отвагу, проявленные при форсировании Днепра и удержании плацдарма на его правом берегу» старший лейтенант Алексей Гангаев был удостоен высокого звания Героя Советского Союза с вручением ордена Ленина и медали «Золотая Звезда» за номером 4119.
В мае 1945 года Гангаев окончил курсы усовершенствования офицерского состава, после чего служил в Полтавском военном комиссариате. В 1947 году в звании капитана Гангаев был уволен в запас. Проживал в городе Ахтырка Сумской области, работал термистом на заводе «Промсвязь». Скончался 17 марта 1990 года, похоронен на Центральном кладбище Ахтырки.
Был также награждён орденом Отечественной войны 1-й степени и рядом медалей. В Ахтырке установлен бюст Гангаева.